# Remote SIM Provisioning
Remote SIM Provisioning — технология виртуализации SIM-карт, развиваемая GSMA. Технология позволяет оператору и пользователю услуг связи отказаться от физической SIM-карты и устанавливать в устройство связи профили нескольких операторов.

## Архитектура
SIM-карта выполняет роль высокозащищённого персонализируемого контейнера, позволяющего оператору услуг связи привязать устройство связи к заключённому с конечным пользователем контракту. Сегодня эмиссию SIM-карт осуществляет оператор сотовой связи. Он передает её конечному пользователю для установки в устройство. Любое использование SIM-карты иными провайдерами услуг должно согласовываться с оператором, эмитировавшим карту, и выполняться с его непосредственным участием. Сложность такого процесса и отсутствие заинтересованности эмитента карты останавливали развитие сторонних сервисов и иногда вынуждали пользователей иметь несколько карт разных операторов.
Теперь[когда?] же предлагается передать функцию эмиссии SIM-карты глобальному доверенному центру под управлением GSMA или независимым сервис-провайдерам. Оператор связи при заключении контракта выступает посредником между доверенным центром и конечным пользователем, передавая пользователю набор криптографически защищённых данных для активации его профиля в устройстве связи. Пользователь вводит этот набор данных в своё устройство, после чего устройство осуществляет подтверждение нового профиля в доверенном центре путём связи с его серверами через интернет. Оператор связи обязан обеспечить такое соединение.
Таким образом сотовый оператор становится одним из множества равноправных пользователей фактически не принадлежащего ему сервиса SIM-карт. Любой желающий создать свой сервис на основе SIM-карт будет вести переговоры об этом с единым доверенным центром, а не с множеством сотовых операторов.

### Embedded SIM (eSIM)
Поскольку в такой архитектуре нет необходимости в отдельной от устройства связи SIM-карте, предлагается сделать SIM-карту неизвлекаемой: её будет устанавливать изготовитель устройства. Эта инициатива получила название embedded SIM (eSIM). Интеграция карты в устройство позволит уменьшить себестоимость устройства за счёт отказа от конструктива установки карты и уменьшить стоимость владения устройством за счёт отказа от SIM-карт. Эта экономия особенно актуальна в связи с предстоящим массовым распространением технологий интернета вещей.
В России планируется внедрить с 2020 года. Для идентификации пользователей при оформлении eSIM предлагается использовать сервис интернет-портала Госуслуг. В 2019 году тестовое использование проводилось «Tele2», также проводится адаптация и испытания работы оперативно-розыскных методик МВД и ФСБ при использовании eSIM пользователями операторов сотовой связи.

## Спецификация
В рамках технологии выпущен ряд спецификаций. Последние изменения датированы 2017 годом. Наиболее интересные документы:
- SGP.21 «RSP Architecture»
- SGP.02 «Remote Provisioning Architecture for Embedded UICC Technical Specification»
- SGP.22 «RSP Technical Specification»

## Предпосылки создания спецификации
- Понимание операторами мобильной связи необходимости поддержки концепции always best connected — возможности лучшего подключения к одному из мобильных операторов в данный момент времени.
- Взрывной рост Интернета вещей (IoT) — по данным IDC в 2017 году около 2,8 млрд подключений будет приходиться на этот сегмент.
- Миниатюризация и удешевление мобильных устройств.

## История создания
Инициатором создания спецификации выступила Ассоциация GSM (GSMA), которая объединяет около 800 операторов и 250 компаний мобильной экосистемы. О начале создания спецификации было заявлено летом 2014 года. В 2017 году принята действующая версия спецификации архитектуры системы 2.1.
Изначально спецификацию планировали создавать только для m2m-устройств, но в декабре 2015 спецификация стала распространяться и на пользовательские носимые устройства. Так же были внесены поправки о праве независимых сервис-провайдеров передавать команды о загрузке профилей SIM-карт в устройства и разрешена возможность хранения массивов профилей в независимых сертифицированных ЦОД-ах (Subscriptions manager).
В 2017 году GSMA начала аккредитацию компаний, реализовавших спецификацию.
Летом 2016 года компания ComfortWay создала SIM-карту без роуминга и привязки к одному мобильному оператору CwSim. Осенью 2016 компания FreedomPоp анонсировала SIM-карту с бесплатным выходом в интернет для путешественников.

## В России
В конце апреля 2019 года компания Tele2 первой в России предоставила возможность перехода на eSIM в Москве и Московской области. 14 мая 2019 года выдача eSIM Tele2 была приостановлена по решению Минкомсвязи, но 20 сентября 2019 года ведомство отменило запрет.
В декабре 2020 года компания МТС заявила о первой реализации в России технологии eSIM для M2M оборудования  (спецификация GSMA SGP.02).